# Elizabeth (film 1998)
Elizabeth è un film biografico-storico del 1998 diretto da Shekhar Kapur.

## Trama
Nel 1558 la regina cattolica Mary d'Inghilterra, già in età avanzata, non ha ancora dato un erede al Regno; nella linea di successione la pretendente al trono sarebbe la sorellastra Elizabeth, figlia di suo padre Enrico VIII e della sua seconda moglie Anna Bolena. Elizabeth, di fede protestante, era stata inizialmente rinchiusa nella Torre di Londra per presunta cospirazione contro sua sorella, anche se in seguito era stata liberata dalla regina stessa e confinata nella sua casa di campagna. Mary mostra i sintomi di una gravidanza, che tuttavia si rivela essere un cancro uterino; prima di morire i suoi consiglieri tentano di convincerla a condannare a morte Elizabeth, per evitare di far salire al trono una protestante; Mary tuttavia rifiuta e, alla sua morte, Elizabeth viene incoronata Regina d'Inghilterra.
La donna si trova dunque a regnare su un paese oppresso dai debiti, dagli intrighi politici e dalle mire degli avversari: il Regno di Spagna, il Regno di Francia e lo Stato Pontificio; anche all'interno del suo stesso governo c'è una fazione che 
trama contro la nuova regina, capeggiata dal cattolico duca di Norfolk. Il consigliere di Elizabeth, William Cecil, le suggerisce di scegliere un marito tra i pretendenti spagnoli e francesi, per rinsaldare le alleanze e dare un erede al trono; inoltre le consiglia di perseguire la politica religiosa di Maria, favorendo il Cattolicesimo. Elizabeth è però segretamente innamorata dell'amico Robert Dudley, col quale ha una relazione sessuale, dunque ritarda la scelta del suo futuro marito.
Il Duca di Norfolk si allea dunque con Marie de Guise, per innalzare al trono la figlia di quest'ultima nonché cugina di Elizabeth, la regina cattolica Mary di Scozia. Le truppe di Marie de Guise si stanziano in Scozia minacciando l'invasione dell'Inghilterra; inesperta sulle tattiche militari, Elizabeth ordina una controffensiva ma il suo esercito viene facilmente sconfitto da quello francese. Elizabeth è dunque costretta ad accettare le condizioni di Marie, che le impone di sposare suo nipote Enrico d'Anjou.
Intanto la regina proclama l'Atto di uniformità per mezzo del quale riunisce tutti i cristiani del Regno sotto l'Anglicanesimo, che torna a essere la religione ufficiale. Il Papa Pio V invia allora un suo infiltrato perché aiuti il Duca di Norfolk a rovesciarla.
Elizabeth ignora il corteggiamento di Enrico d'Anjou: a quel punto Cecil le rivela che il suo amato Dudley è già sposato con un'altra donna, e che si è alleato contro di lei con le spie spagnole. Dopo aver scoperto che d'Anjou ama travestirsi da donna rompe subito le trattative per il matrimonio, e in seguito allontana Dudley dalla sua corte per punirlo della menzogna che le ha raccontato. La regina subisce inoltre molti tentativi di uccisione, che sembrano ricondurre alla strategia di Maria de Guise: dichiarando di voler ripensare al matrimonio con d'Anjou, Elizabeth invia la sua guardia del corpo Walsingham a parlamentare con la donna, ma in realtà l'uomo la uccide, inasprendo il conflitto con la Francia. A quel punto Cecil suggerisce a Elizabeth di sposare un pretendente spagnolo, ma lei rifiuta nuovamente.
Walsingham riesce a catturare la spia del Papa e sottopone l'uomo a tortura, costringendolo a rivelare i nomi dei cospiratori: si viene così a sapere che il piano del Duca di Norfolk era di sposare Mary di Scozia per diventare re a sua volta. Norfolk viene così giustiziato insieme a tutti gli altri cospiratori, tranne Dudley che viene graziato: egli ricorderà sempre a Elizabeth di non lasciarsi accecare dai sentimenti nella gestione del suo Regno. Alla fine, per il bene del suo popolo, la regina decide di non sposarsi con nessuno: si tinge la pelle di bianco e si taglia i capelli, dichiarandosi sposata con l'Inghilterra e dando vita al mito della Regina Vergine.

## Accoglienza

### Critica
Sull'aggregatore Rotten Tomatoes il film riceve l'83% delle recensioni professionali positive con un voto medio di 7,4 su 10 basato su 65 recensioni. Su Metacritic invece ottiene un punteggio di 75 su 100 basato su 30 critiche.

## Riconoscimenti
- 1999 - Premio Oscar
  - Miglior trucco a Jenny Shircore
  - Candidatura Miglior film a Alison Owen, Eric Fellner e Tim Bevan
  - Candidatura Miglior attrice protagonista a Cate Blanchett
  - Candidatura Migliore fotografia a Remi Adefarasin
  - Candidatura Migliore scenografia a John Myhre e Peter Howitt
  - Candidatura Migliori costumi a Alexandra Byrne
  - Candidatura Miglior colonna sonora a David Hirschfelder
- 1999 - Golden Globe
  - Miglior attrice in un film drammatico a Cate Blanchett
  - Candidatura Miglior film drammatico
  - Candidatura Migliore regia a Shekhar Kapur
- 1999 - Premio BAFTA
  - Miglior film britannico a Alison Owen, Eric Fellner e Tim Bevan
  - Miglior attrice protagonista Cate Blanchett
  - Miglior attore non protagonista Geoffrey Rush
  - Migliore fotografia a Remi Adefarasin
  - Miglior trucco a Jenny Shircore
  - Miglior colonna sonora a David Hirschfelder
  - Candidatura Miglior film a Alison Owen, Eric Fellner e Tim Bevan
  - Candidatura Migliore regia a Shekhar Kapur
  - Candidatura Migliore sceneggiatura originale a Michael Hirst
  - Candidatura Migliore scenografia a John Myhre e Peter Howitt
  - Candidatura Migliori costumi a Alexandra Byrne
  - Candidatura Miglior montaggio a Jill Bilcock
- 1998 - National Board of Review Award
  - Migliore regia a Shekhar Kapur
- 1998 - Satellite Award
  - Miglior attrice in un film drammatico a Cate Blanchett
  - Migliori costumi a Alexandra Byrne
  - Candidatura Miglior film drammatico a Alison Owen, Eric Fellner e Tim Bevan
  - Candidatura Migliore regia a Shekhar Kapur
  - Candidatura Migliore scenografia a John Myhre
- 1999 - Screen Actors Guild Award
  - Candidatura Miglior attrice protagonista a Cate Blanchett
- 1999 - Broadcast Film Critics Association Award
  - Miglior attrice protagonista a Cate Blanchett
  - Migliore rivelazione a Joseph Fiennes
  - Candidatura Miglior film
- 1999 - Chicago Film Critics Association Award
  - Miglior attrice protagonista a Cate Blanchett
  - Candidatura Migliore fotografia a Remi Adefarasin
  - Candidatura Miglior colonna sonora a David Hirschfelder
- 1999 - MTV Movie Award
  - Candidatura Miglior performance rivelazione femminile a Cate Blanchett

Nel 1999 il British Film Institute l'ha inserito al 71º posto della lista dei migliori cento film britannici del XX secolo.

## Sequel
Il film ha avuto un seguito, uscito nel 2007, intitolato Elizabeth: The Golden Age.